# Bistum Iași
Das Bistum Iași (lat.: Dioecesis Iasensis) ist ein römisch-katholisches Bistum in Rumänien mit Sitz in Iași.

## Geschichte
Die Ursprünge des Bistums gehen auf das 1607 errichtete Bistum Bacău in der kleinen Walachei zurück, das 1818 aufgelöst und vom Apostolischen Vikariat Moldau mitverwaltet wurde. Das Bistum Iași wurde am 27. Juni 1884 durch Papst Leo XIII. errichtet. Erster Bischof wurde der Franziskaner-Minorit Nicolae Iosif Camilli.
Gemäß Artikel 22 des neuen Gesetzes über religiöse Angelegenheiten und unter Beachtung des Erlasses der kommunistischen Regierung im Jahr 1948 hatte man die katholischen Diözesen des lateinischen Ritus in Rumänien auf zwei reduziert: Bistum Iași und Bistum Alba Iulia. Das Erzbistum Bukarest wurde nach Iaşi integriert, die Bistümer Oradea Mare, Satu Mare und Timișoara, nach Alba Iulia. Dies schuf eine sehr verwirrende Situation. Kanonisch bestand jede Diözese weiter, administrativ-politisch, vertrat von Juni 1951 bis 1989 die Diözese Iași, die römisch-katholischen Erzdiözese Bukarest vor den staatlichen Behörden. Es konnten keine Bischofsernennungen vorgenommen werden; so wurden die Bistümer viele Jahre von einem Ordinarius substitutus oder von einem Apostolischen Administrator geleitet. Bischof Petru Pleșca erhielt 1965 den Titel eines „allgemeinen Provikar“.
Am 28. Oktober 1993 gab es Gebiete zur Gründung der Apostolischen Administratur Moldowien ab, die 2001 zum Bistum Chișinău erhoben wurde.
Die erste Kathedrale „Adormirea Maicii Domnului“ (Maria Himmelfahrt) wurde 1789 eingeweiht.
Die heutige Kathedrale „Sfânta Maria Regină“ (Maria Königin) wurde am 1. November 2005 geweiht.

## Ordinarien
- 1884–1894 Nicolae Iosif Camilli OFMConv
  - 1894–1895 Caietan Liverotti (Apostolischer Administrator)
- 1895–1903 Dominic Jaquet OFMConv
  - 1903–1904 Iosif Malinovski (Apostolischer Administrator)
- 1904–1915 Nicolae Iosif Camilli (persönlicher Titel eines Erzbischofs)
  - 1916–1920 Ulderic Cipollone (Apostolischer Administrator)
- 1920–1924 Alexandru Theodor Cisar
- 1925–1944 Mihai Robu
  - 1944–1947 Marcu Glaser (Apostolischer Administrator)
- 1947–1949 Anton Durcovici
  - 1949–1950 Marcu Glaser (Apostolischer Administrator)
  - 1950 Gheorghe Peţ (Ordinarius substitutus)
  - 1950–1951 Wilhelm Clofanda (Ordinarius substitutus)
  - 1951–1977 Petru Pleșca (Ordinarius substitutus, ab 1965 Titularbischof und „allgemeiner Provikar“)
  - 1977–1978 Andrei Gherguţ (Ordinarius substitutus)
  - 1978–1990 Petru Gherghel (Apostolischer Administrator)
- 1990–2019 Petru Gherghel
- seit 2019 Iosif Păuleţ

### Weihbischöfe
- 1999–2019 Aurel Percă, Titularbischof von Mauriana

## Dekanate
| - Bacău (18 Pfarreien) - Bucovina (12 Pfarreien) - Iași (19 Pfarreien) - Moinești (13 Pfarreien) - Piatra (11 Pfarreien) | - Roman (18 Pfarreien) - Traian (19 Pfarreien) - Trotuș (13 Pfarreien) - Valea Siretului (12 Pfarreien) - Vrancea (8 Pfarreien) |